# Liste von Söhnen und Töchtern der Stadt Saint-Étienne
Dies ist eine Liste bekannter Persönlichkeiten, die in der französischen Stadt Saint-Étienne des Départements Loire in der Region Auvergne-Rhône-Alpes geboren wurden. Die Liste erhebt keinen Anspruch auf Vollständigkeit.

## 18. Jahrhundert

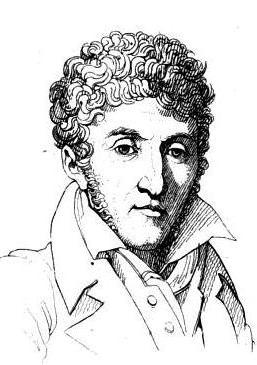
André Galle
(1761–1844)

- Augustin Dupré (1748–1833), Medailleur
- André Galle (1761–1844), Medailleur
- Claude Fauriel (1772–1844), Historiker und Philologe

## 19. Jahrhundert

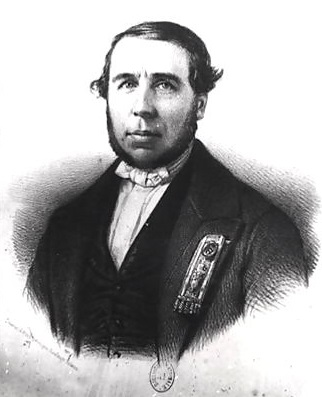
Benoît Fourneyron
(1802–1867)

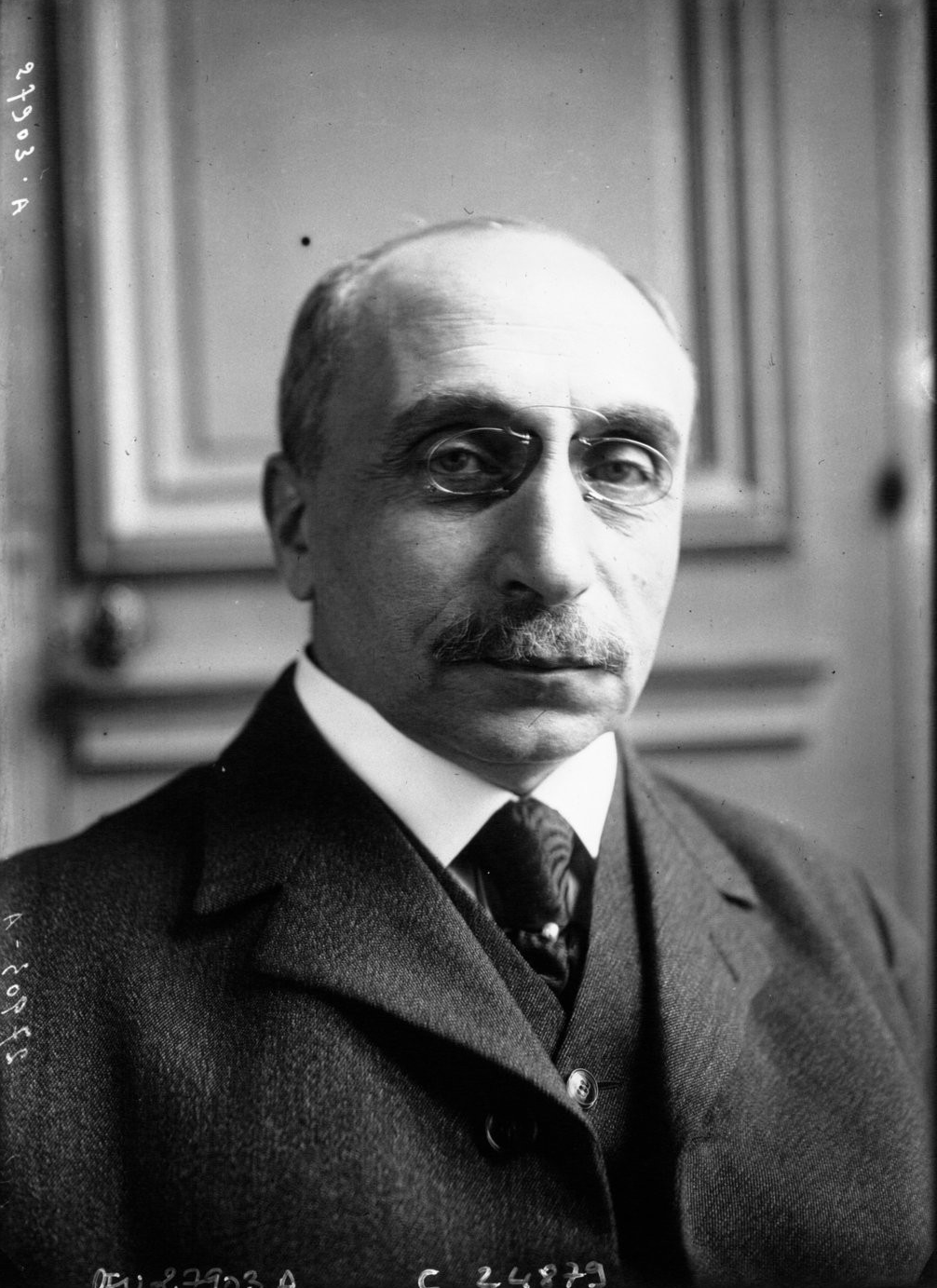
Abraham Schrameck
(1867–1948)

- Benoît Fourneyron (1802–1867), Ingenieur
- Jules Janin (1804–1874), Schriftsteller
- Louis Merley (1815–1883), Medailleur und Bildhauer
- Francis Garnier (1839–1873), Offizier und Entdecker, erkundete den Mekong-Fluss
- Jules Garnier (1839–1904), Ingenieur und Entdecker des Garnierit
- Jules Massenet (1842–1912), Opernkomponist
- Jules Léon Dutreuil de Rhins (1846–1894), Geograph und Forscher
- José Frappa (1854–1904), Maler
- John Marie Laval (1854–1937), Weihbischof in New Orleans
- Sébastien Faure (1858–1942), Anarchist
- Charles Morice (1860–1919), Schriftsteller, Literaturkritiker und Kunstkritiker
- Eugène Vial (1863–1942), Lokalhistoriker
- René Thomas-Mamert (1866–1902), Physiker, Chemiker und Hochschullehrer
- Abraham Schrameck (1867–1948), Politiker
- Hugues Vaganay (1870–1936), Bibliothekar, Romanist und Literaturwissenschaftler
- Jean-Baptiste Thibaut (1872–1937), römisch-katholischer Priester und Ordensmann, Liturgiehistoriker und Musikwissenschaftler
- Émilie Charmy (1878–1974), Malerin
- Gaston Vidal (1888–1949), Politiker und Sportfunktionär; eröffnete die Olympischen Winterspiele 1924 in Chamonix[1]
- Jean Gachet (1894–1968), Boxer[2]

## 20. Jahrhundert

### 1901–1950

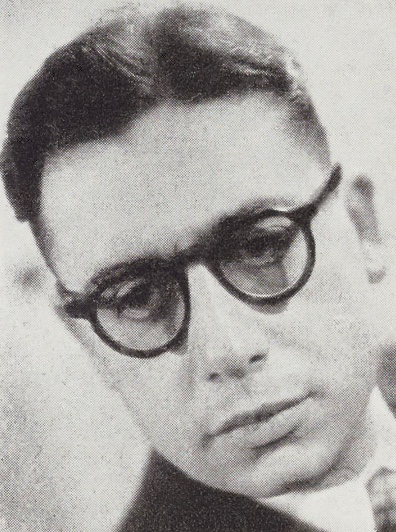
Charles Exbrayat
(1906–1989)

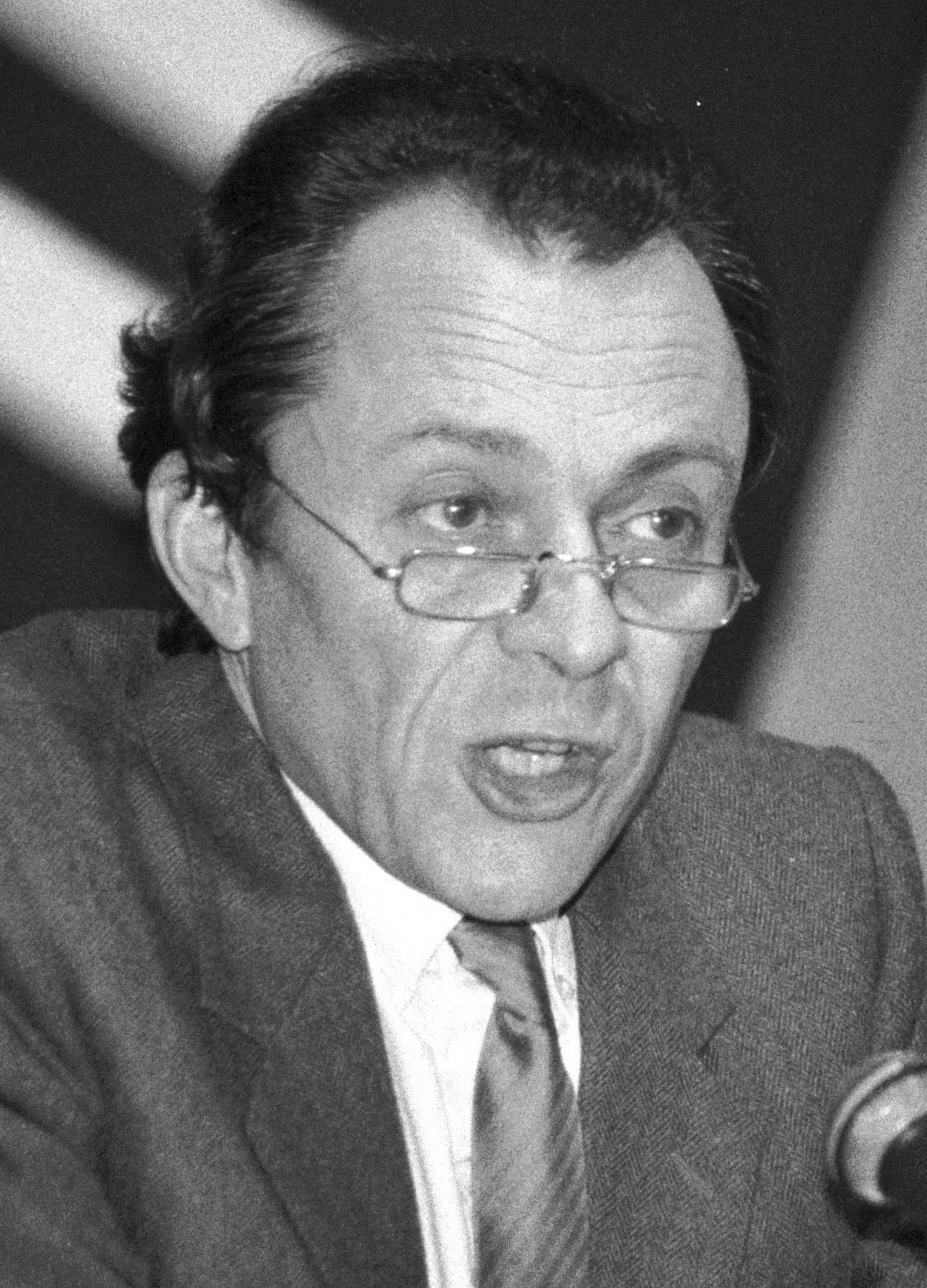
Michel Durafour
(1920–2017)

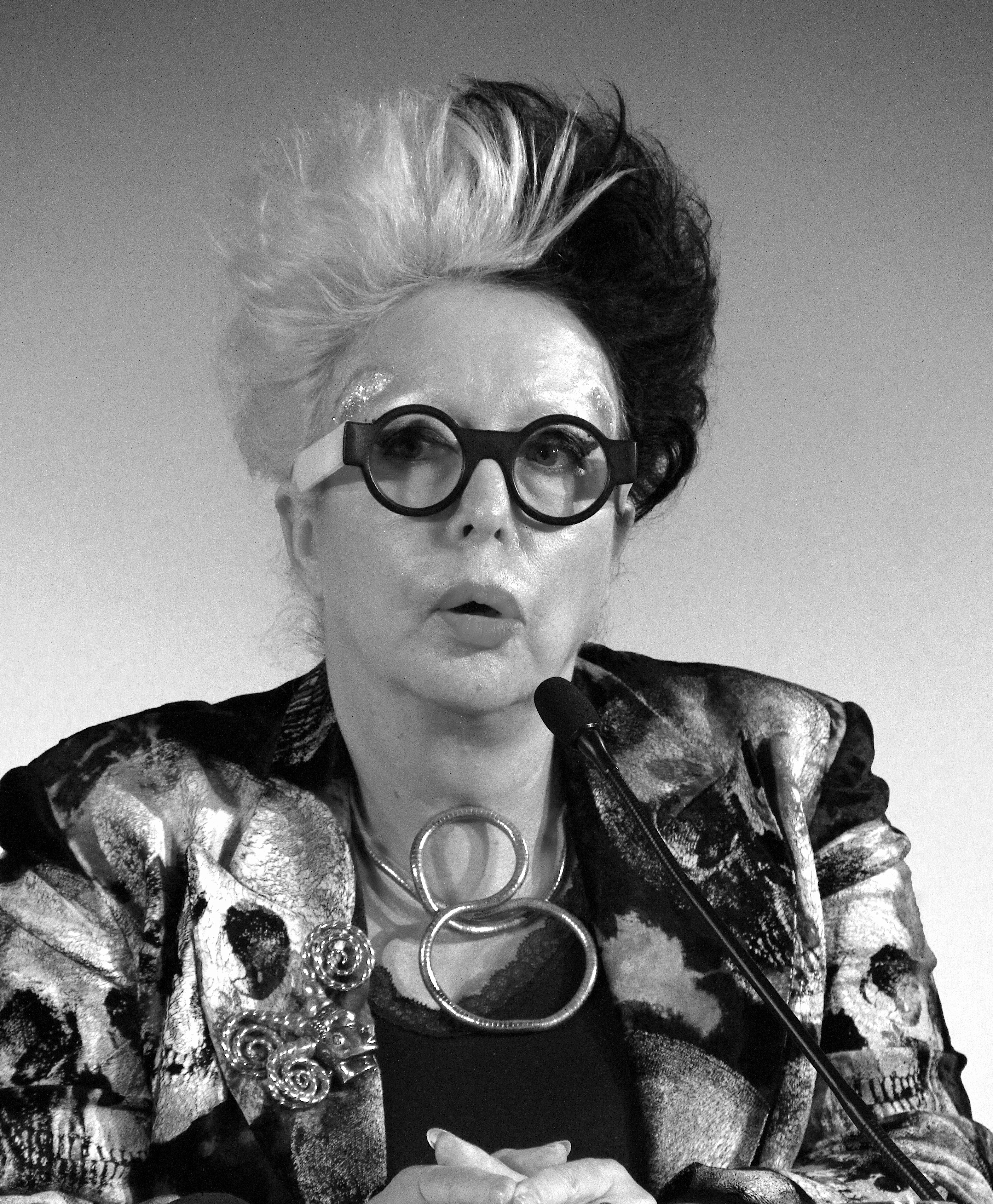
Orlan (* 1947)

- Jean Guitton (1901–1999), Philosoph und Schriftsteller
- Charles Exbrayat (1906–1989), Schriftsteller
- Louis Hostin (1908–1998), Gewichtheber
- Jean Galmiche (1910–2000), Karambolagespieler und Billardfunktionär
- Marguerite Gonon (1914–1996), Historikerin, Romanistin und Dialektologin
- Claudine Chomat (1915–1995), Kommunistin und Mitglied der Résistance
- Laurent Michard (1915–1984), Romanist und Literarhistoriker
- Michel Durafour (1920–2017), Politiker (UDSR, PRRRS, CR, UDF-Radical, MDR), Senator und Schriftsteller
- Piem (1923–2020), Karikaturist, Zeichner, Autor und Ersteller von Kurzfilmen
- Antoine Cuissard (1924–1997), Fußballspieler und Fußballtrainer
- Jacques Dixmier (* 1924), Mathematiker
- Lucien Neuwirth (1924–2013), Politiker
- Gilbert Simondon (1924–1989), Philosoph
- Maurice Denuzière (* 1926), Schriftsteller
- Roger Vialleron (1926–2016), Fußballspieler
- René Ballet (1928–2017), Schriftsteller, Journalist und Widerstandskämpfer[3]
- André Chavet (1930–2005), Basketballspieler[4]
- Charles Fiterman (* 1933), Politiker (PCF)
- Paul Valadier (* 1933), Ordensgeistlicher, katholischer Philosoph und Theologe
- Huguette Bouchardeau (* 1935), Politikerin und Schriftstellerin
- Roger Rivière (1936–1976), Radrennfahrer
- Maurice Benet (* 1941), Radrennfahrer
- Gabriel De Michèle (* 1941), Fußballspieler
- Françoise Brochard-Wyart (* 1944), Physikerin
- Guy Chambefort (* 1944), Politiker
- Paul Desfarges (* 1944), katholischer Ordensgeistlicher, Erzbischof von Algier
- Gérard Farison (1944–2021), Fußballspieler
- Henry Chabert (1945–2017), Politiker[5]
- Georges Bereta (1946–2023), Fußballspieler
- Pierre Chanal (1946–2003), Serienmörder
- Bernard Lavilliers (* 1946), Sänger (eigentlich Bernard Ouillon)
- Paul Fournel (* 1947), Schriftsteller
- Orlan (* 1947), Künstlerin
- André Marcon (* 1948), Schauspieler
- Evelyne Didi (* 1949), Theater- und Filmschauspielerin
- Michel Feuillet (* 1949), Hochschullehrer, Italianist und Kunsthistoriker
- Christiane Lillio (* 1950), Miss France 1968

### 1951–1980

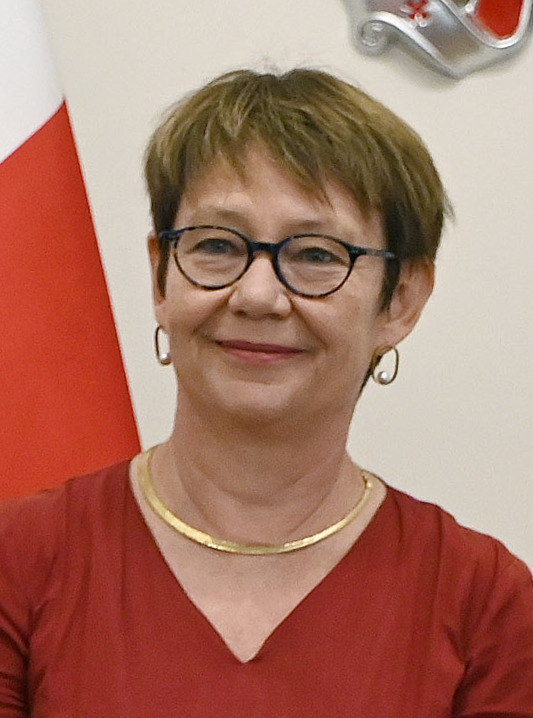
Odile Renaud-Basso (* 1965)

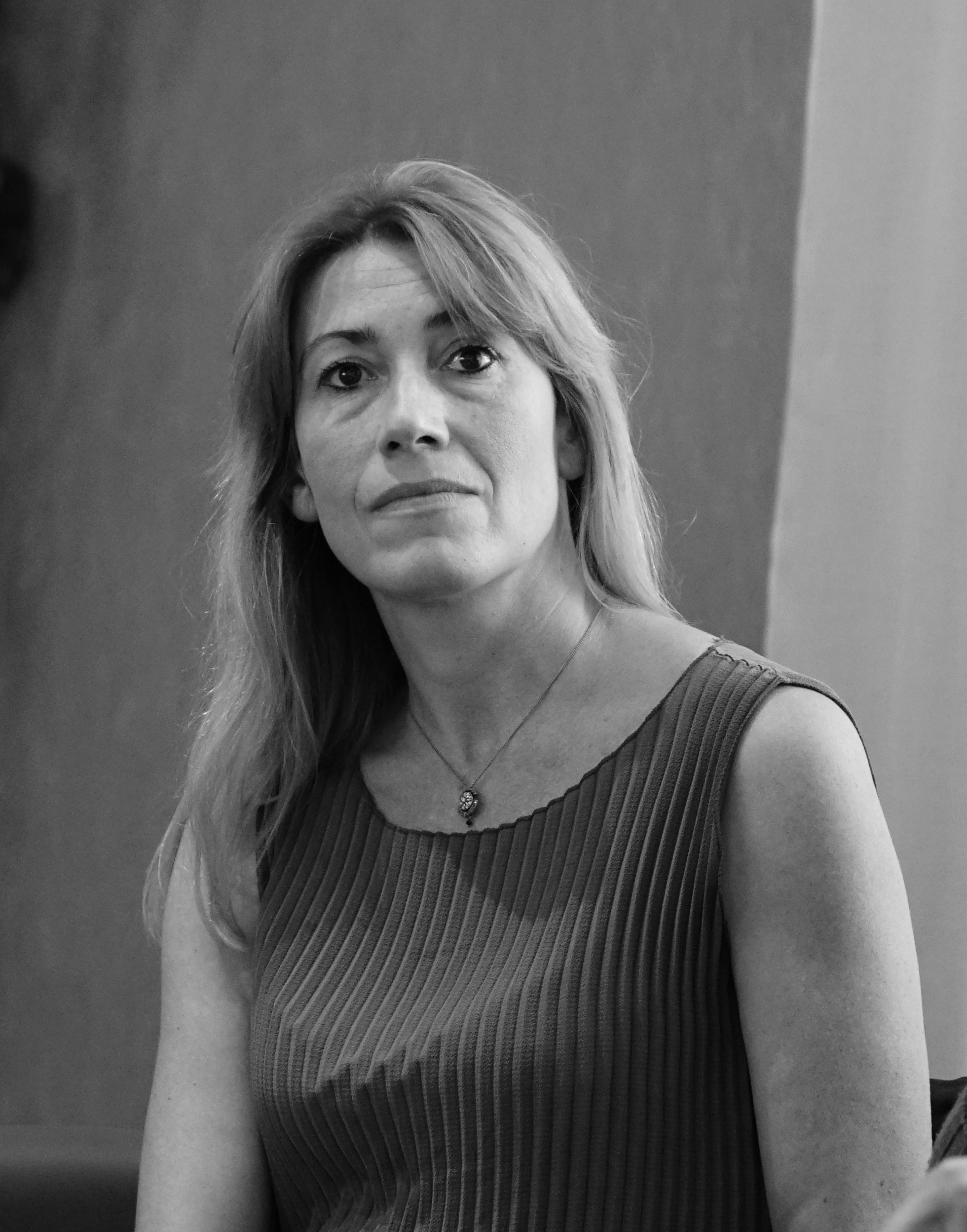
Gwenaëlle Aubry
(* 1971)

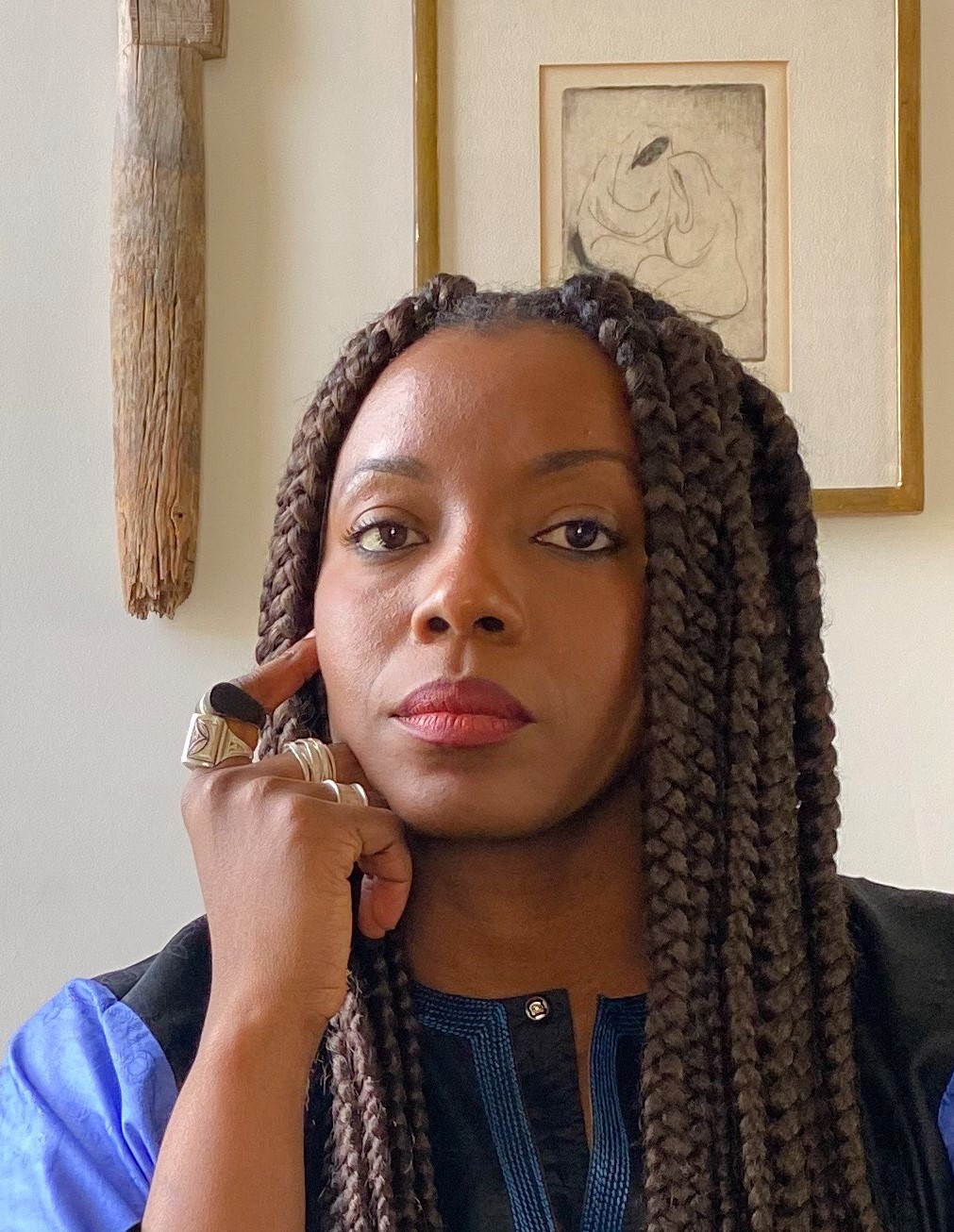
Mariam Kamara
(* 1979)

- Dominique Rey (* 1952), römisch-katholischer Bischof von Fréjus-Toulon
- Georges Didi-Huberman (* 1953), Kunsthistoriker, Philosoph und Hochschullehrer
- Pierre Tranchand (* 1953), Comiczeichner
- Philippe Grandrieux (* 1954), Regisseur und Drehbuchautor[6]
- Maurice Vincent (* 1955), Politiker; von 2008 bis 2014 Bürgermeister von Saint-Étienne
- Jean-Louis Gagnaire (* 1956), Politiker
- Jean Castaneda (* 1957), Fußballspieler
- Hervé Meschinet (* 1959), Jazzmusiker
- Chantal Beaugeant (* 1961), Siebenkämpferin
- Jean Dell (* 1961), Schauspieler und Dramatiker
- René Sopa (* 1961), Akkordeonist
- Gilles Saint-Paul (* 1963), Wirtschaftswissenschaftler
- Jean-Michel Othoniel (* 1964), Bildhauer
- Odile Renaud-Basso (* 1965), Finanzbeamtin, Präsidentin der Europäischen Bank für Wiederaufbau und Entwicklung (EBRD)
- Gilles Delion (* 1966), Radrennfahrer
- Gwenaëlle Aubry (* 1971), Philosophin und Schriftstellerin
- Mikhaël Benadmon (* 1972), Rabbiner der Jüdischen Gemeinde Genf
- Juliette Arnaud (* 1973), Schauspielerin und Drehbuchautorin
- Charlotte Massardier (* 1975), Schwimmerin[7]
- Johana Bory (1977–2010), Schauspielerin und Puppenspielerin
- Willy Sagnol (* 1977), Fußballnationalspieler
- Thierry Gueorgiou (* 1979), Orientierungsläufer
- Cédric Horjak (* 1979), Fußballspieler
- Mariam Kamara (* 1979), nigrische Architektin und Professorin
- Olivier Sorlin (* 1979), Fußballspieler
- Sylvain Armand (* 1980), Fußballspieler

### 1981–2000

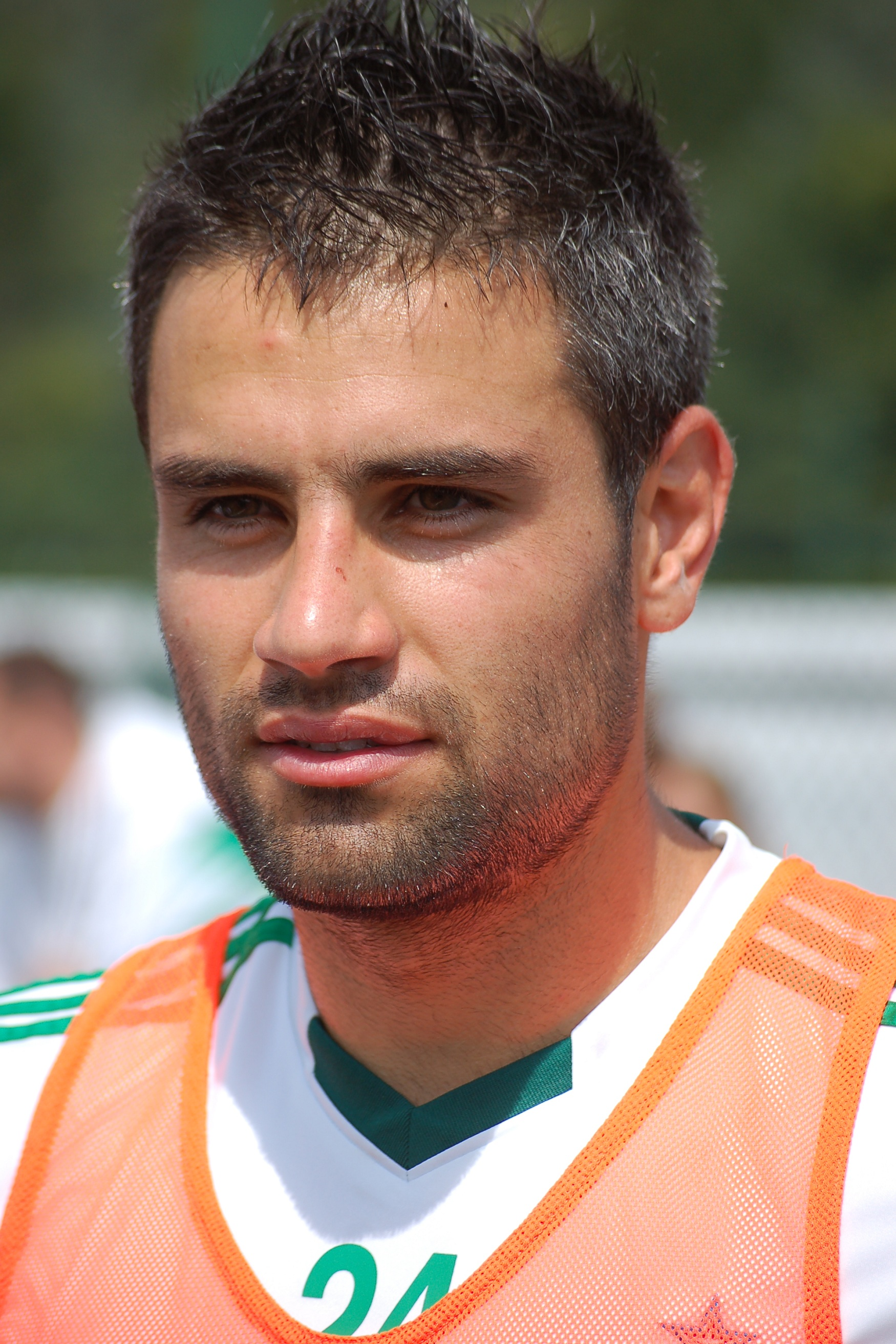
Loïc Perrin
(* 1985)

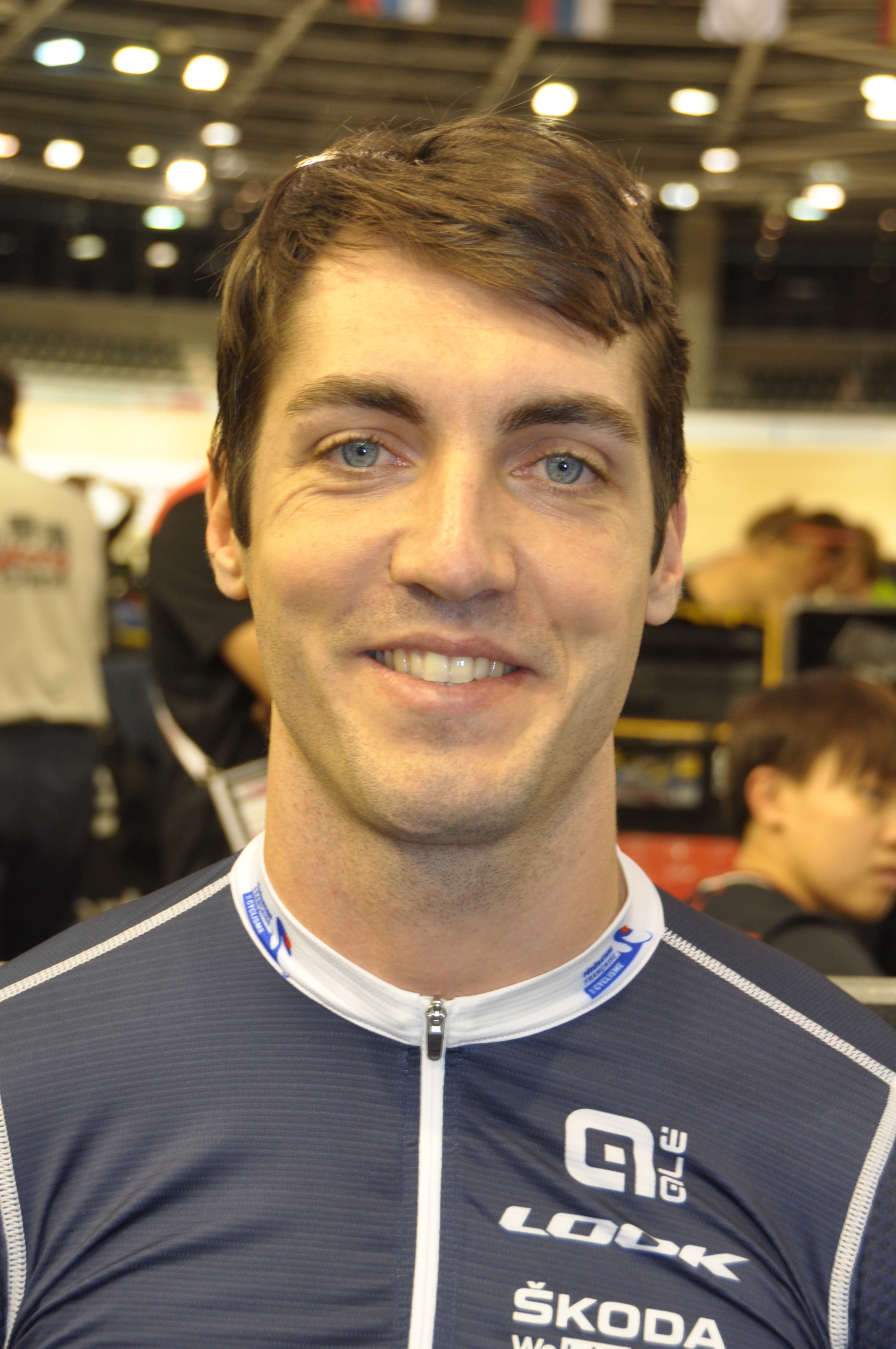
Quentin Caleyron
(* 1988)

- Marion Jollès Grosjean (* 1981), TV-Moderatorin und Journalistin
- Jamal Alioui (* 1982), französisch-marokkanischer Fußballspieler
- Virginie Jouve (* 1983), Triathletin
- Sabri Louatah (* 1983), Schriftsteller
- Fabien Libiszewski (* 1984), Schachgroßmeister
- Anaïs Laurendon (* 1985), Tennisspielerin[8]
- Loïc Perrin (* 1985), Fußballspieler
- Thomas Bourgin (1986–2013), Motorradrennfahrer
- Aravane Rezaï (* 1987), Tennisspielerin
- Gaëtane Abrial (* 1988), Sängerin
- Alexis Ajinça (* 1988), Basketballspieler
- Vivien Brisse (* 1988), Radrennfahrer
- Quentin Caleyron (* 1988), Radsportler
- Sinan Özkan (* 1988), französisch-türkischer Fußballspieler
- Louise Blachère (* 1989), Schauspielerin
- Marine Gauthier (* 1990), Skirennläuferin
- Nicolas Mayer (* 1990), Skispringer
- Jordan Sarrou (* 1992), Mountainbiker
- Tiffany Gauthier (* 1993), Skirennläuferin
- Anouck Jaubert (* 1994), Sportkletterin

## 21. Jahrhundert
- Stefan Bajić (* 2001), Fußballspieler
- Nesryne El Chad (* 2003), französisch-marokkanische Fußballspielerin
- Saïmon Bouabré (* 2006), französisch-ivorischer Fußballspieler